# Vori
|  | Aquest article tracta sobre denticions de certs animals. Vegeu també Vori (color) i Vori (Creta). |

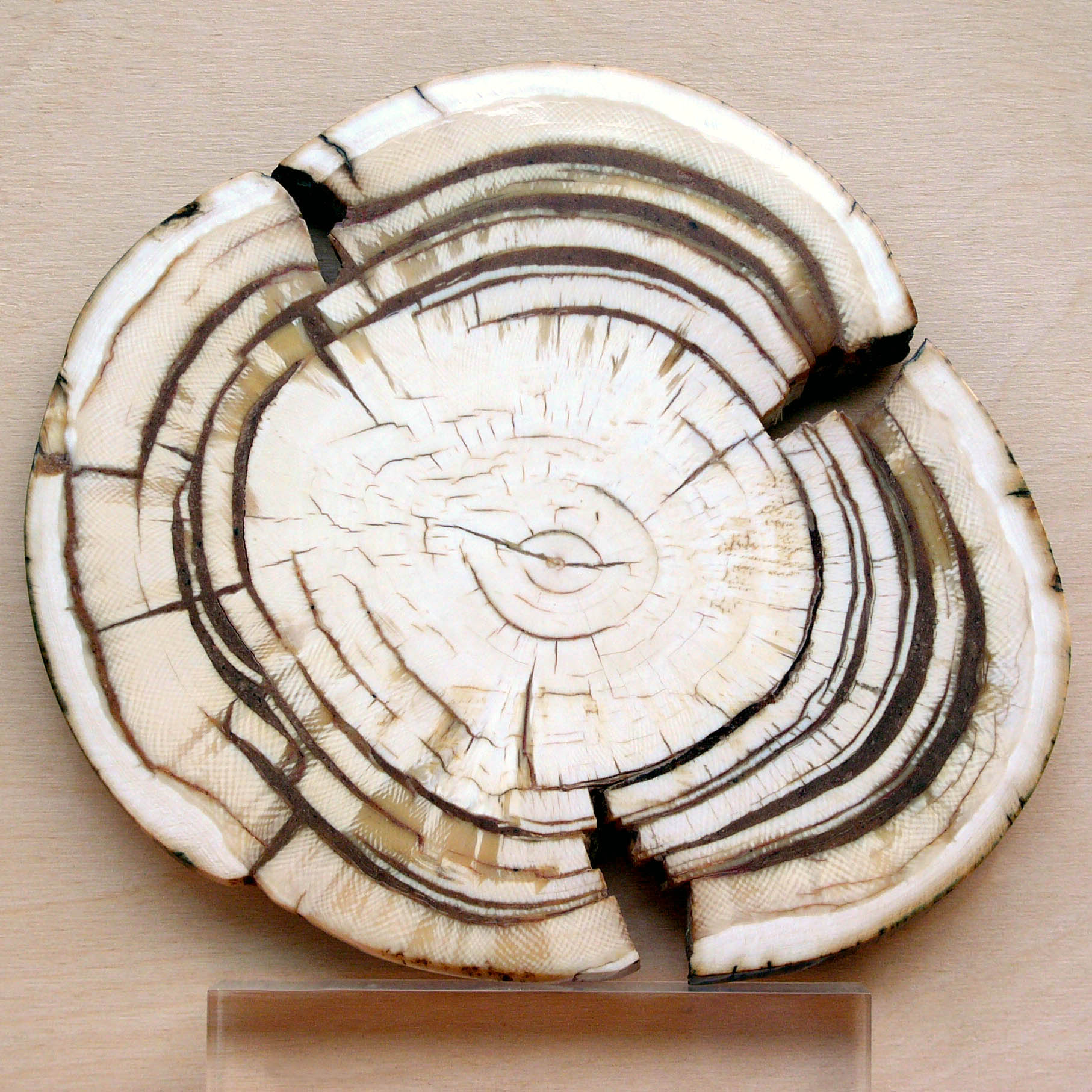
Secció transversal d'una dent de mamut.

El vori o ivori és la part de la dentina coberta d'esmalt de les dents i els ullals dels animals. Sobretot el vori d'elefant era un material usat per a manufacturar objectes de luxe, jocs o escultures artístiques. La paraula vori o ivori prové del llatí ebur, eboris amb el mateix sentit, que derivaria d'una paraula hamítica que es retroba en egipci antic âb, âbu per a elefant.
De fet, el vori més utilitzat és el d'elefant, els ullals del qual poden arribar a pesar setanta quilos. Altres voris de mesura notable són el dels ullals de la morsa i la defensa recaragolada del narval. També l'ús d'ullals de senglar és habitual.
La naturalesa ebúrnia fa que sigui susceptible de ser treballat amb certa facilitat, que permet tallar detalls exquisits. D'antuvi, se'l considerà apte, donada la seva raresa i caràcter magnificent, per a l'elaboració de diversos objectes amb finalitats específiques: contenidors, estàtues criselefantines, Sant Crists, olifants, mobiliari, peces per a incrustar… Avui dia s'utilitza encara en certs països per a fer boles de billar, pintes, tecles de piano, peces de marqueteria i escultures.
Davant l'amenaça d'extinció dels elefants per la caça il·legal, un grup creixent de països prohibeix el comerç de vori. Malgrat la prohibició internacional, s'estima que cada any entre 20.000 i 30.000 elefants africans són víctimes de caça furtiva. És anecdòtic però significatiu que l'assassinat d'un elefant el 2012 pel rei d'Espanya Joan Carles I, li va costar la presidència honorífica de la secció espanyola del Fons Mundial per la Natura, tot i que la caça aleshores encara era legal a Botswana. El gener de 2021 la Comissió Europea va proposar noves mesures per a prohibir-ne el comerç. Ja no se'l pot utilitzar com a primera matèria i instruments de música i antiguitats certificades, només es poden vendre si són fabricades abans 1975 si tenen parts de vori. Ja des de la fi del segle xix es van desenvolupar resines fenòliques que formen una alternativa tècnica de qualsevol aplicació.

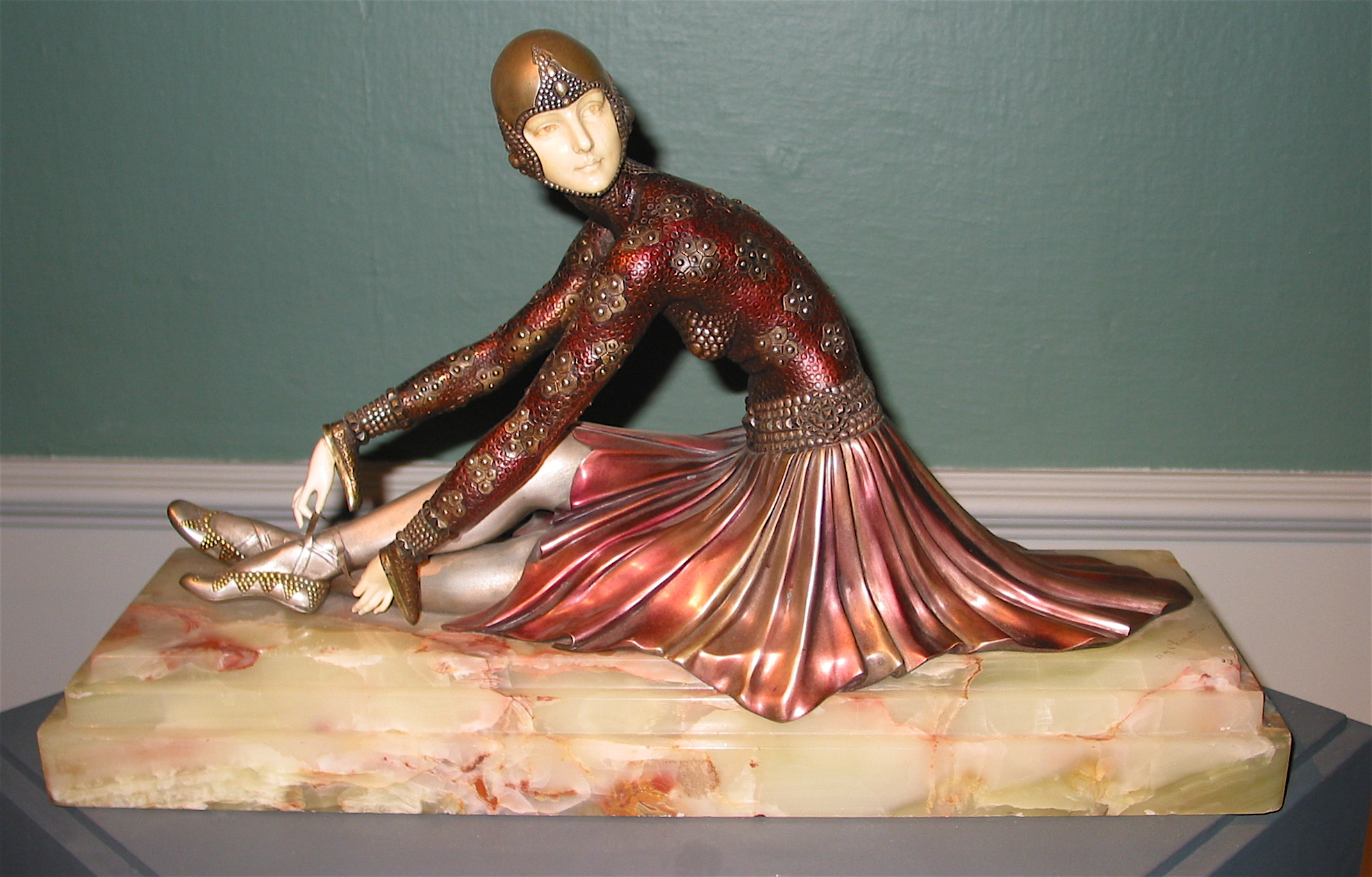
Criselefantina d'Art Déco

## Història
Tant els grecs com els hebreus i els egipcis van emprar l'ivori com a adorn en la decoració de sales, mobles i temples. La Bíblia afirma que Salomó tenia un tron d'ivori incrustat d'or, a més esmenta que el rei Acab va construir una «casa d'ivori» i en els museus arqueològics s'hi poden trobar un gran nombre d'objectes fets amb aquest material que pertany a les civilitzacions més remotes. Fou molt preuat a l'antic Egipte i després a la Grècia clàssica i l'època romana; Fídies va fer les famoses estàtues criselefantines (d'ivori i or) d'Atena Pàrtenos i de Zeus a Olímpia, les quals mesuraven 12 i 19 metres d'alçada respectivament. En aquestes escultures s'emprava l'ivori per representar aquelles parts del cos que no cobrien els vestits. Els romans van fer servir també aquest material per a l'escultura i la decoració. Així mateix, l'art bizantí va fer molt ús de l'ivori. Per exemple, les portes del temple de Santa Sofia a Constantinoble estaven adornades amb baixos relleus d'aquest material. Els antics van utilitzar l'ivori per als seus escrits. A l'edat mitjana, es va utilitzar sobretot per a imatges religioses i jocs de taula. Al segle xvii, va passar a la decoració amb pilastres i balustres i marqueteria; i al segle xviii es van fer nombroses estàtues de petit format, però al segle xix gairebé va deixar d'usar-se. Al segle xx, va servir per a la joieria. A l'Àfrica negra, es treballava molt a Benín (per joieria) i al Congo.

## Marfils comercials
Comercialment, només es consideren ivori els ullals o dents provinents de:
- Elefant asiàtic o africà (només incisius superiors).
- Mamut (incisius superiors).
- Ullal de morsa (canins superiors).
- Dent de morsa (totes les dents).
- Catxalot i orca (totes les dents).
- Narval (incisius superiors, ullal hipertrofiat en forma d'espiral).
- Hipopòtam (canins superiors i inferiors, incisius superiors que es diferencien per TIZ).
- Senglar berrugós (canins superiors i inferiors).

Si bé, els ullals i dents estan conformats per dues capes principals de dentina i una interior coneguda com a ciment, no tots es consideren comercialment ivori, de manera que els ullals d'un cocodril per exemple no seran considerats com ivori però els llargs ullals d'un elefant sí.

## Talla en ivori
L'eborària es defineix com l'art de treballar els ivoris.
Es pot treballar mitjançant la talla, amb cisell, mitjançant el laminatge de l'ivori, realitzant gravats a l'aiguafort.

## Disponibilitat

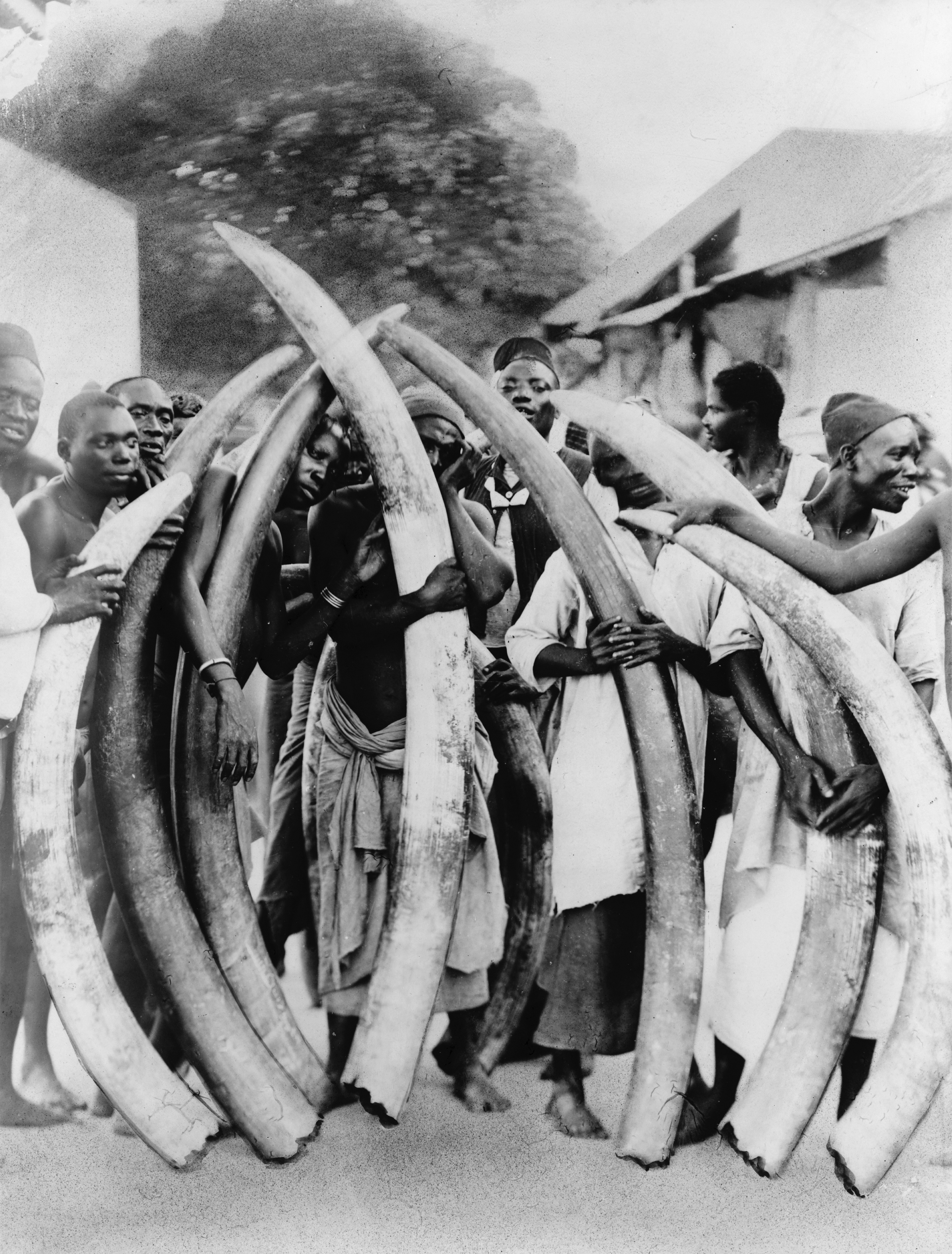
Homes amb ullals d'elefant, Dar es Salaam, c. 1900

A causa de la ràpida disminució de les poblacions dels animals que el produeixen, la importació i venda d'ivori a molts països està prohibida o severament restringida. En els deu anys que van precedir la decisió de CITES de prohibir el comerç internacional d'ivori d'elefant africà, la població d'elefants africans va disminuir d'1,3 milions a uns 600.000 exemplars. Els investigadors de l'Agència de Recerca Mediambiental (EIA) van descobrir que les vendes de CITES de les reserves de Singapur i Burundi (270 tones i 89,5 tones respectivament) havien creat un sistema que augmentava el valor de l'ivori al mercat internacional, recompensant així els contrabandistes internacionals i donant-los la possibilitat de controlar el comerç i continuar amb el contraban de nou ivori.
Des de la prohibició de l'ivori, alguns països de l'Àfrica meridional han afirmat que les seves poblacions d'elefants són estables o estan en augment, i han argumentat que la venda d'ivori recolzaria els seus esforços de conservació. Altres països africans s'oposen a aquesta postura, afirmant que la represa del comerç d'ivori posa les seves pròpies poblacions d'elefants sota una major amenaça per part dels caçadors furtius que reaccionen davant la demanda. CITES va permetre la venda de 49 tones d'ivori de Zimbabwe, Namíbia i Botswana el 1997 al Japó.
El 2007, sota la pressió del Fons Internacional per al Benestar dels Animals, eBay va prohibir totes les vendes internacionals de productes d'ivori d'elefant. La decisió es va prendre després de diverses matances massives d'elefants africans, sobretot la matança d'elefants de Zakouma el 2006 al Txad. L'IFAW va descobrir que fins al 90% de les transaccions d'ivori d'elefant a eBay infringien les seves polítiques sobre fauna i flora silvestres i podien ser il·legals. A l'octubre de 2008, eBay va ampliar la prohibició, prohibint qualsevol venda d'ivori a eBay.
Una venda més recent, el 2008, de 108 tones procedents dels tres països i de Sud-àfrica va tenir lloc al Japó i la Xina. Van argumentar que la Xina tenia controls i que la venda podria fer abaixar els preus. Tot i això, el preu de l'ivori a la Xina s'ha disparat. Alguns creuen que això pot ser degut a la fixació deliberada de preus per part dels que van comprar les reserves, fent-se ressò de les advertències de la Societat de Conservació de la Vida Silvestre del Japó sobre la fixació de preus després de les vendes al Japó el 1997, i el monopoli atorgat als comerciants que van comprar reserves a Burundi i Singapur a la dècada de 1980.
Un estudi revisat per parells del 2019 va informar que la taxa de caça furtiva d'elefants africans estava en declivi, amb la taxa anual de mortalitat per caça furtiva assolint un màxim de més del 10% el 2011 i caient per sota del 4% el 2017. L'estudi va trobar que les "taxes anuals de caça furtiva a 53 llocs es correlacionen fortament amb els representants de la demanda d'ivori als principals mercats xinesos, mentre que la variació entre països i entre llocs està fortament associada amb els indicadors de corrupció i pobresa". Sobre aquests resultats, els autors de l'estudi van recomanar accions tant per reduir la demanda d'ivori a la Xina i altres mercats principals com per disminuir la corrupció i la pobresa a l'Àfrica.
El 2006, dinou països africans van signar la Declaració d'Acra, en què es demanava la prohibició total del comerç d'ivori, i vint Estats de l'àrea de distribució van assistir a una reunió a Kenya en què es demanava una moratòria de 20 anys el 2007.
Els mètodes d'obtenció d'ivori es poden dividir en:
- Disparar l'elefant per prendre els seus ullals: aquest mètode és el que ens ocupa.
- Prendre ullals d'un elefant que ha mort per causes naturals.
- Prendre els ullals d'un elefant que ha hagut de ser sacrificat per una altra raó, per exemple, artritis severa, o si les seves últimes dents molars estan desgastats i ja no pot mastegar el menjar.
- Trobar ullals vells d'elefants que van morir fa molt de temps.
- Entre els elefants de treball que utilitzen els seus ullals per transportar troncs, hi ha una longitud òptima per als seus ullals. Antigament, a l'Índia, els ullals es tallaven a aquesta longitud (i sovint l'extrem del ullal escurçat es lligava amb coure). Això alliberava periòdicament peces d'ivori per al comerç de talles.

### Controvèrsia i problemes de conservació
L'ús i el comerç d'ivori d'elefant s'ha convertit en una cosa controvertida perquè ha contribuït a la disminució greu de les poblacions d'elefants a molts països. Es calcula que només el consum a la Gran Bretanya el 1831 va suposar la mort de gairebé 4.000 elefants. El 1975, l'elefant asiàtic va ser inclòs a l'Apèndix I de la Convenció sobre el Comerç Internacional d'Espècies Amenaçades de Fauna i Flora Silvestres (CITES), que impedeix el comerç internacional entre els Estats membres d'espècies amenaçades pel comerç. L'elefant africà va ser inclòs a l'Apèndix I el gener de 1990. Des d'aleshores, alguns països del sud d'Àfrica han «baixat» les seves poblacions d'elefants a l'Apèndix II, cosa que permet el comerç nacional de productes que no siguin d'ivori; també hi ha hagut dues vendes "úniques" de reserves d'ivori.
El juny de 2015, més d'una tona d'ivori confiscat va ser triturat en Times Square de la ciutat de Nova York per la Societat de Conservació de la Vida Silvestre per enviar un missatge que el comerç il·legal no serà tolerat. L'ivori, confiscat a Nova York i Filadèlfia, va ser enviat per una cinta transportadora a una trituradora de roques. La Societat per a la Conservació de la Vida Silvestre ha assenyalat que el comerç mundial d'ivori provoca la matança de fins a 35.000 elefants a l'any a l'Àfrica. El juny del 2018, la vicepresidenta dels diputats conservadors, Jacqueline Foster, va instar la UE a seguir l'exemple del Regne Unit i introduir una prohibició més estricta de l'ivori a tot Europa.
La Xina era el mercat d'ivori furtiu més gran, però va anunciar que eliminaria gradualment la fabricació i venda nacional legal de productes d'ivori el maig del 2015. El setembre d'aquell mateix any, la Xina i els Estats Units van anunciar que «promulgarien una prohibició gairebé total de la importació i exportació d'ivori» El mercat xinès té un alt grau d'influència a la població d'elefants.

### Alternatives

#### Ullals de mamut fòssils
El comerç de l'ivori dels ullals dels mamuts llanuts morts congelats a la tundra ha ocorregut durant 300 anys i segueix sent legal. L'ivori de mamut es fa servir avui dia per fabricar ganivets artesanals i utensilis similars. L'ivori de mamut és rar i costós perquè els mamuts s'han extingit des de fa mil·lennis, i els científics dubten a vendre exemplars dignes de museu en peces. Algunes estimacions suggereixen que 10 milions de mamuts segueixen enterrats a Sibèria.

#### Ivori fòssil de morsa
El ivori de morsa fòssil d'animals que van morir abans de 1972 és legal per comprar i vendre o posseir als Estats Units, a diferència de molts altres tipus d'ivori.

#### Ivori sintètic
L'ivori també es pot produir sintèticament.

#### Nous
Una mena de nou dura està guanyant popularitat com a substitut de l'ivori, encara que la seva mida limita la seva utilització. De vegades s'anomena ivori vegetal, o tagua, i és la llavor endosperma de la palma de nou d'ivori que es troba comunament a les selves tropicals. de Panamà, Equador, Perú i Colòmbia.

## Galeria
- Portes d'ivori amb fusta, aliatge de coure, esmalts i pigments. Honolulu Academy of Arts.
- Estrella islàmica per a ser incrustada, finals s. XIII. Louvre.
- Crist Crucificat. Procedent del monestir de la Trinitat de València.

- Olifant, probablement obra d'artistes àrabs en l'àmbit de la cort normanda. Palerm (?), s. XI-XII.
- Contenidor per a pólvores. Índia, 1700~1900.
- Olifant amb muntures de metall, possiblement del sud d'Itàlia, 1000~1100.

- Capsa probablement cordovesa del 964.
- Píxide amb inscripció aràbiga, art omeia espanyol.
- Capsa trobada a Conca (Castella - la Manxa).

- Home corrent amb el seu gos molt realista, probablement part de la incrustació decorativa d'una peça de mobiliari d'Egipte durant l'època fatimita (909-1171).
- Dues figures, una probablement músic, condueixen un elefant; part dels accessoris amb incrustacions d'una porta o un moble gran.
- Caçadors persegueixen i atrapen un animal mentre uns ocells volen, s. XI-XII, Louvre.